# Chirocephalus paphlagonicus
Chirocephalus paphlagonicus är en kräftdjursart som beskrevs av Cottarelli 1971. Chirocephalus paphlagonicus ingår i släktet Chirocephalus och familjen Chirocephalidae. Inga underarter finns listade i Catalogue of Life.